# NGC 1504
NGC 1504 est une galaxie lenticulaire relativement éloignée et située dans la constellation de l'Éridan. NGC 1504 a été découverte par l'astronome américain Ormond Stone en 1885.

## Caractéristiques
Sa vitesse par rapport au fond diffus cosmologique est de 9 649 ± 51 km/s, ce qui correspond à une distance de Hubble de 143,3 ± 9,7 Mpc (∼467 millions d'al).